# 海辺の家
『海辺の家』（Life as A House）は、2001年製作のアメリカ映画。

## あらすじ
ジョージは、海が見える崖に立つ、古い家に住む変わり者。犬を放し飼いにしたり、崖から海に向かって放尿するなど、近所から煙たく思われている。
ある日、彼は20年来勤めていた建築設計事務所から突然解雇を告げられる。怒り狂った彼は、自分が長年作った建築モデルを片っ端から壊し、オフィスを出るが、外で倒れてしまう。
病院から帰ったジョージは離婚したロビンと息子サムに、このひと夏はサムと過ごし、この古い家を立て壊し、新しい家を建てるつもりだと告げる。ドラッグとパンク音楽が好きなサムは、父の突然の提案に猛烈に反対するが、ジョージは譲らず無理やり息子と同居を始める。
最初は、ガレージでの生活のを強いられ、諍いの絶えない父子であったが、ジョージにはどうしても家を建てたい理由があった。

## キャスト
※括弧内は日本語吹替
- ジョージ・モンロー - ケヴィン・クライン（野島昭生）
- ロビン・キンボール - クリスティン・スコット・トーマス（高島雅羅）
- サム・モンロー - ヘイデン・クリステンセン（浪川大輔）
- アリッサ・ベック - ジェナ・マローン（小島幸子）
- コリーン・ベック - メアリー・スティーンバージェン（一城みゆ希）
- ピーター・キンボール - ジェイミー・シェリダン（伊藤和晃）
- アダム・キンボール - マイク・ワインバーグ（よのひかり）
- ライアン・キンボール - スコッティ・リーヴェンワース（小林優子）
- デヴィッド - サム・ロバーズ（石井隆夫）
- ブライアン・バーク - ジョン・パンコウ（牛山茂）
- カート・ウォーカー - スコット・バクラ（水野龍司）
- ジョシュ - イアン・サマーホルダー（坪井智浩）

## スタッフ
- 監督 - アーウィン・ウィンクラー
- 脚本 - マーク・アンドラス
- 製作 - アーウィン・ウィンクラー、ロブ・コーワン
- 撮影 - ヴィルモス・スィグモンド
- 音楽 - マーク・アイシャム
- 編集 - ジュリー・モンロー
- 衣裳デザイン - モリー・マギニス